# João Malalas
João Malalas (em grego: Ἰωάννης Μαλάλας; romaniz.: Ioannes Malalas; 491 - 578) foi um cronista bizantino de Antioquia. Malalas é provavelmente uma palavra siríaca para reitor ou orador; foi aplicada pela primeira vez a ele por João Damasceno (a forma Malelas surgiu pela primeira vez com o reinado de Constantino VII Porfirogênito).

## História
Malalas foi educado na Antioquia e provavelmente foi um jurista lá, mas mudou-se para Constantinopla, em algum ponto no reinado de Justiniano I (talvez após o saque persa de Antioquia em 540). Durante sua vida realizou viagens para Salonica e Banias.
Ele escreveu uma Cronografia (Χρονογραφία) em 18 livros, o começo e o fim dos quais estão perdidos. Em seu estado atual, começa com a história mística do Egito, e termina com a expedição a África romana sob o tribuno Marciano, sobrinho de Justiniano, em 563 (seu editor Thurn acredita que originalmente terminou com a morte de Justiniano). Centra-se, sobretudo, em Antioquia e (nos livros posteriores) Constantinopla. Exceto para a história de Justiniano e seus antecessores imediatos, possui pouco valor histórico, pois o autor, "confiando em Eusébio de Cesareia e outros compiladores, juntou mitos, histórias bíblicas e história real". O livro 18, lido como o reinado de Justiniano, está bem familiarizado com, e colorido por, propaganda oficial. O escritor é um defensor da Igreja e do Estado e um defensor dos princípios monárquicos. (No entanto, a teoria que identifica-o com o patriarca João III é quase certamente incorreta).
O trabalho é importante como o primeiro exemplo sobrevivente de uma crônica escrita não para o aprendizado, mas para a instrução dos monges e pessoas comuns, e sua linguagem mostra um compromisso com a língua cotidiana, embora "ainda seja muito mais um estilo de escrita. Em particular, ele emprega a terminologia técnica de clichês burocráticos incessantemente, e, em um período de transição do latim para a terminologia do governo grego, ainda usa palavras latinas emprestadas ao lado de seus substitutos gregos (...) A impressão geral criada pelo estilo de Malalas é de uma simplicidade, o que reflete um desejo de comunicação direta de informações na língua cotidiana dos negócios em que evoluiu sob a influência da fala grega." Ela obteve grande popularidade, e foi utilizado por vários escritores até o século IX; foi traduzida para o eslavo, provavelmente, no século X, e suas partes foram utilizadas pela Rússia de Quieve na Primeira Crônica. Ela está preservada em uma forma abreviada em um único manuscrito agora em Oxford, assim como em vários fragmentos.